# Mogotscha

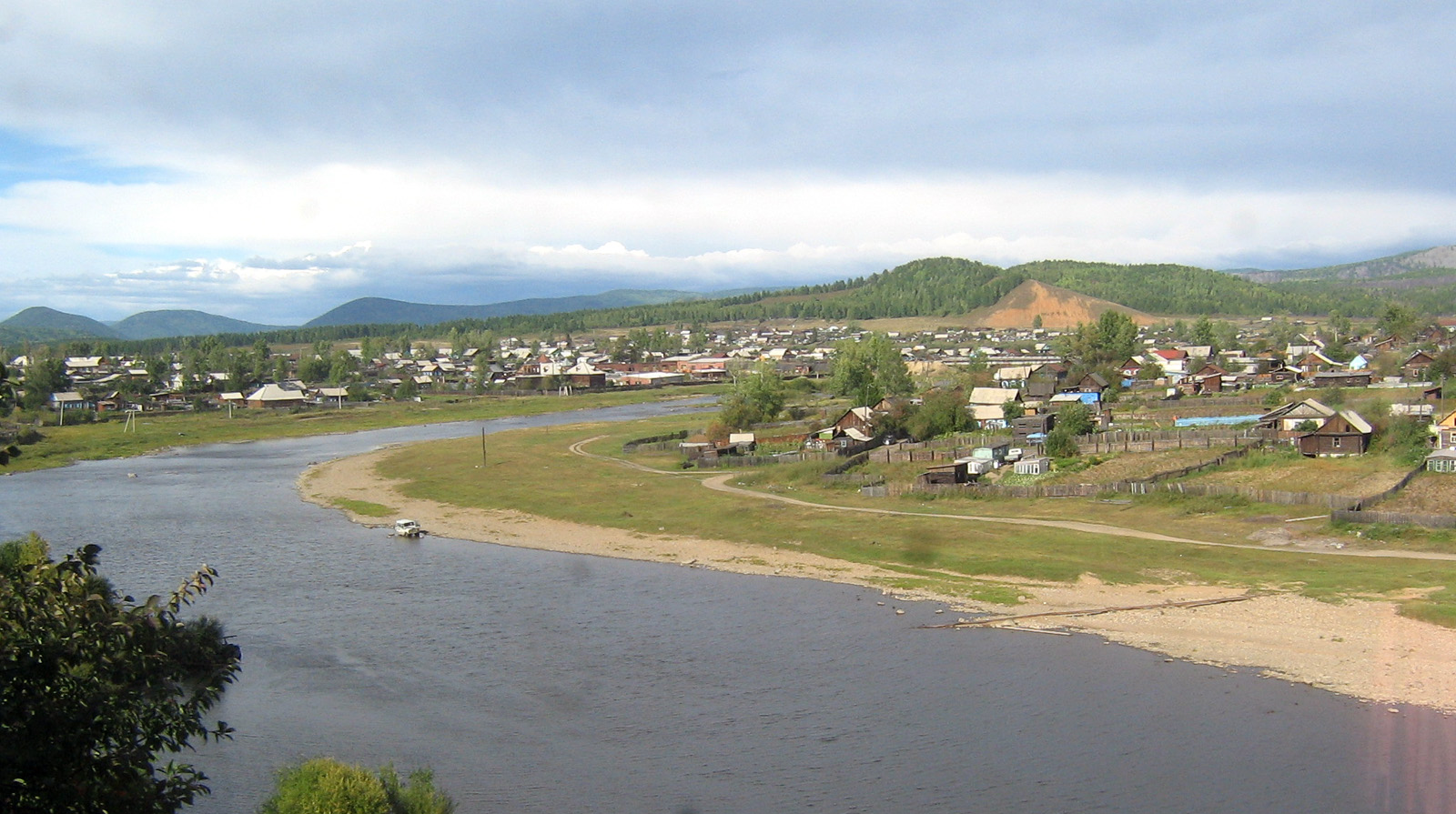
Aussicht auf Mogotscha vom ankommenden Zug

Mogotscha (russisch Могоча) ist eine Kleinstadt in der Region Transbaikalien (Russland) mit 13.258 Einwohnern (Stand 14. Oktober 2010).

## Geographie
Die Stadt liegt am Fuße des sich im östlichen Transbaikalien erstreckenden Amasargebirges, etwa 600 Kilometer ostnordöstlich der Regionshauptstadt Tschita. Hier mündet das Flüsschen Mogotscha in den Amasar, einen linken Nebenfluss des Amur.
Die Stadt Mogotscha ist seit 1926 Verwaltungszentrum des gleichnamigen Rajons Mogotscha. Der Stadt sind die Siedlungen Medweschi Kljutsch, Rasdolnoje und bei der Eisenbahnstation Penkowaja administrativ unterstellt.

### Klima
Das Gebiet um Mogotscha ist mit mittleren Januartemperaturen von unter −30 °C und einem absoluten Minimum unter −60 °C das im Winter kälteste entlang der Transsibirischen Eisenbahn.

## Geschichte
Der Ort entstand ab 1908 im Zusammenhang mit dem Bau der Amureisenbahn in Richtung Chabarowsk, als hier eine große Station errichtet wurde. Als offizielles Gründungsjahr des Ortes gilt 1910, der Eisenbahnbetrieb wurde 1914 aufgenommen. Der Name wurde nach dem Fluss gegeben, dessen Bezeichnung wiederum auf das ewenkische Wort mongotschi zurückgeht, das (dem Clan) Mongo gehörend bedeutet.
Mogotscha entwickelte sich schnell zu einem Umschlagplatz und Ausgangspunkt für die Versorgung des Bergbaus im östlichen Transbaikalien und der nördlichen Gebiete der Region im Allgemeinen. In den 1920er Jahren begann man mit der Goldförderung in dem Gebiet, insbesondere ab Gründung des „Trusts“ Werchamursoloto (d. h. Ober-Amur-Gold) 1934. 1930 wurde Mogotscha der Status einer Siedlung städtischen Typs verliehen.
1949 wurde eine im Winter befahrbare Straße von Mogotscha nach Tschara im Norden der damaligen Oblast Tschita eröffnet (heute mit der Baikal-Amur-Magistrale erreichbar). 1950 wurde das Stadtrecht verliehen.
Von 1947 bis 1953 befand sich in Mogotscha die Verwaltung des Kljutschewski-Strafgefangenenlagers („Kljutschewlag“) im System der Gulag. Die bis zu 3000 Häftlinge wurden vor allem in den Molybdän- und Goldbergwerken bei den 40 bis 50 Kilometer südwestlich liegenden Siedlungen Dawenda bzw. Kljutschewski eingesetzt.

### Bevölkerungsentwicklung
| Jahr | Einwohner |
| ---- | --------- |
| 1917 | 1.780     |
| 1922 | 3.962     |
| 1939 | 20.098    |
| 1959 | 14.652    |
| 1970 | 17.884    |
| 1979 | 17.766    |
| 1989 | 17.847    |
| 2002 | 13.282    |
| 2010 | 13.258    |

Anmerkung: ab 1939 Volkszählungsdaten

## Kultur und Sehenswürdigkeiten
In der Stadt gibt es ein beim Eisenbahndepot eingerichtetes Historisches und Heimatmuseum.

## Wirtschaft und Infrastruktur

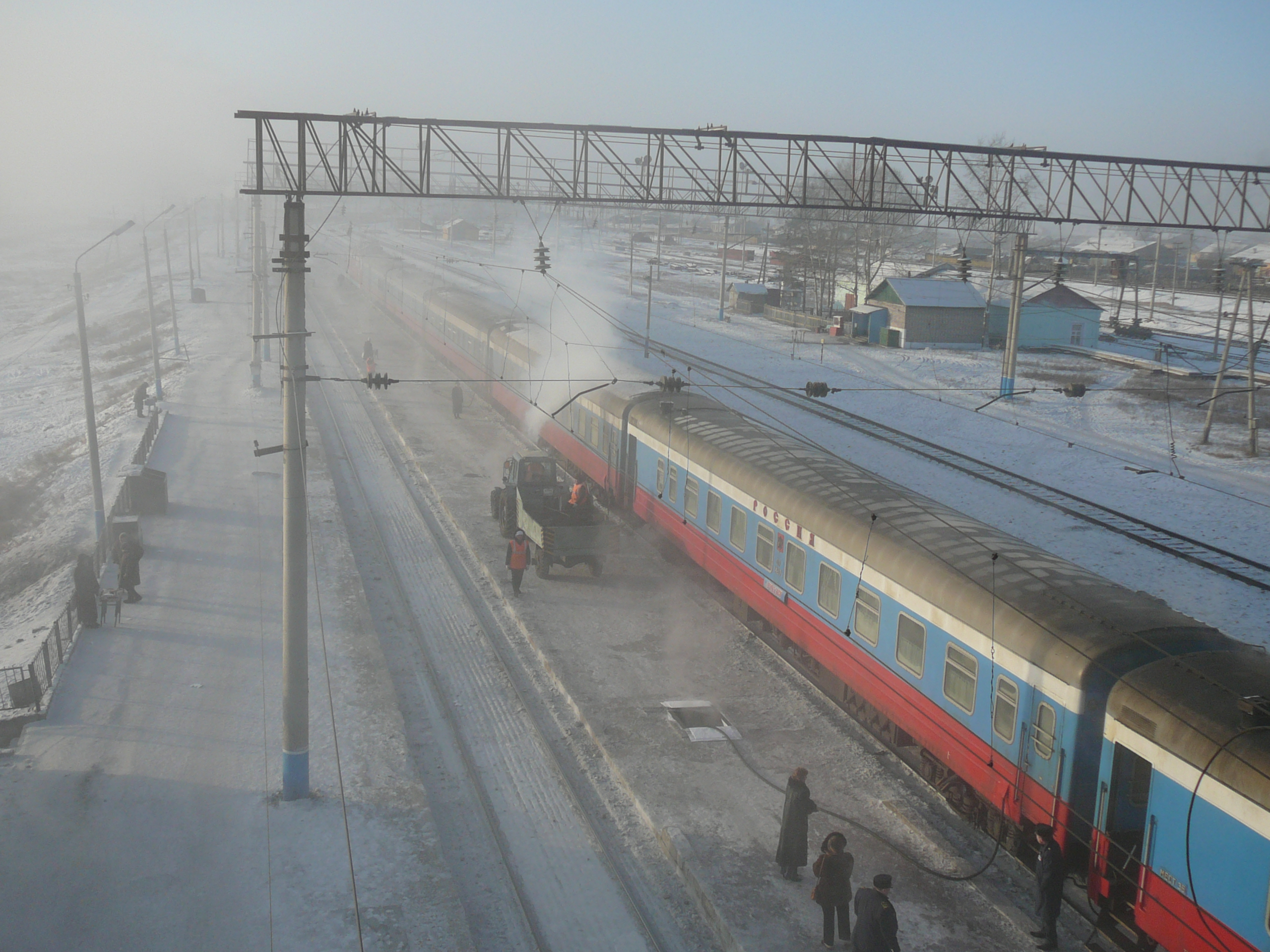
Zug „Rossija“ am Bahnhof von Mogotscha

In Mogotscha befindet sich eine bedeutende Station der Transsibirischen Eisenbahn (Streckenkilometer 6906 ab Moskau; elektrifiziert seit 1994). Seit 1960 ist sie Verwaltungszentrum einer Abteilung der Transbaikaleisenbahn (Regionalverwaltung der Russischen Eisenbahnen), die 764 Kilometer der Transsib-Hauptstrecke zwischen Schilka und dem bereits in der Oblast Amur gelegenen Uruscha umfasst. Neben Eisenbahnwerkstätten gibt es Betriebe der Forstwirtschaft, der holzverarbeitenden und der Lebensmittelindustrie.
Im Rajon werden Goldlagerstätten von mehreren Bergbaubetrieben („Rudnik Kljutschi“) und Artels („Amasar“, „Priisk Mogotschinski“, „Tungir“) abgebaut, deren Verwaltungen und Versorgungsstützpunkte sich in Mogotscha befinden.
Etwa acht Kilometer südlich der Stadt verläuft die im Bau befindliche Fernstraße M58 Amur nach Chabarowsk, Teil der transsibirischen Straßenverbindung.
Ein bereits ab 1937 betriebener kleiner Flughafen wurde in den 1990er Jahren geschlossen.

## Söhne und Töchter des Ortes
- Natella Archipowna Krasnikowa (* 1953), ehemalige Feldhockey-Spielerin